# 村越三千男
村越 三千男（むらこそ みちお、1872年4月20日（明治5年3月13日） - 1948年4月）は、日本の博物学者、教育者。
特に牧野富太郎『日本植物図鑑』と同時期に刊行した『大植物図鑑』の著者として知られる。また他にも動物図鑑や昆虫図鑑の編集も行なっている。

## 略歴
1872年、埼玉県に生まれた。埼玉師範学校を卒業し、埼玉県立浦和高等女学校（現：埼玉県立浦和第一女子高等学校）、旧制埼玉県立熊谷中学校（現：埼玉県立熊谷高等学校）を歴任し、植物学と絵画を指導した。1905年（明治38年）までは教師として勤務していたが、その後退職して上京。教師時代に動植物の教育水準が低いことを懸念していた村越は、埼玉師範学校時代の同級生である高柳悦三郎（のちの埼玉県立久喜高等女学校校長）らと東京博物学研究会を立ち上げ、植物学のテキストとなる図鑑の発行を計画した。
1906年（明治39年）から、牧野富太郎の協力を得て『普通植物図譜』（村越三千男画・高柳悦三郎編・牧野富太郎校訂）の刊行を始めた。これは月一回のペースで発行されたが、最終的に全5巻60集まで発行され、全5巻に編集された版と抜粋版もそれぞれ刊行されている。
その後も牧野の校訂を受けて『野外植物の研究』（1907）、『植物図鑑』（1908）などを発行していくが、参文舎の社長が死去したことに伴い同社の経営が悪化、それによって『植物図鑑』の版権が北隆館に移ることとなった。この後北隆館が同図鑑を発行する際に、東京博物学研究会の代表者として掲載されていた村越の名が消され、徐々に牧野とも関係が離れていくこととなった。
その後村越は独自に植物図鑑を出版する計画を立て、1924年に『図解植物名鑑』を刊行、さらに次年の1925年には『大植物図鑑』を刊行した。『大植物図鑑』には、松村任三、丹波敬三、本多静六の3人が序を寄せ、その内容を称賛した。一方『日本植物図鑑』の改訂版を同時期に計画していた北隆館は、『大植物図鑑』に後れを取らないために、牧野が満足に改訂できていない段階で1925年に『牧野日本植物図鑑』を刊行。しかし多数の誤植や内容の誤りがあり、34ページにわたる正誤表が付けられた。
村越はその後も、持ち運びのしやすさを重視した『集成新植物図鑑』（1928年）、多数の原色図版を用いた大型版『内外植物原色大図鑑』（全13巻、1933-1935年）など、多様なニーズに合わせた植物図鑑の刊行を続けた。一方、新種の記載など植物学に関する研究成果を公表することはなく、もっぱら図鑑編集に携わっていた。
1948年（昭和23年）に死去。

## 著書
以下のリストには、村越が主導的に関わった東京博物学研究会の編著も含む。
- 東京博物学研究会（編）・牧野富太郎（校訂）『普通植物図譜』（1906年、積文社） - 1907年に参文舎より再版。
- 東京博物学研究会（編）『普通動物図譜』（1907年、参文舎）
- 東京博物学研究会（編）・牧野富太郎（校訂）『野外植物の研究』正・続（1907年、参文舎・積文社）
- 東京博物学研究会（編）・牧野富太郎（校訂）『植物図鑑』（1908年、参文舎） - のちに北隆館に発行権が移された[7]。
- 村越三千男・東京博物学研究会（編）『有毒植物図譜』（1908年、篠崎純吉）
- 東京博物学研究会（編）・山内繁雄（校訂）『図解植物名鑑』（1924年、二松堂）
- 村越三千男『大植物図鑑』（1925年、大植物図鑑刊行会） - 1941年に梧桐書院より縮刷版が刊行[13]。
- 村越三千男（編）『集成新植物図鑑』（1928年、大地書院）
- 村越三千男（編）『応用新植物図鑑』（1930年、大地書院）
- 村越三千男（編）『集成昆虫図鑑』（1932年、フタバ書院成光館）
- 村越三千男・飯田弥助『趣味の有用植物』（1932年、修教社書院）
- 村越三千男（編・画）『内外植物原色大図鑑』全13巻（1933-1935年、植物原色大図鑑刊行会） - 1937年に誠文堂新光社より全6巻として再版。
- 村越三千男『総合新植物図説』（1936年、照文社）
- 村越三千男『原色図説植物大辞典』（1936年、中文館）-『総合新植物図説』のカラー印刷版。
- 村越三千男『図説植物辞典』（1938年、中文館） - 1936年版の縮小版。
- 小野田伊久馬・村越三千男『図解動物小辞典』（1938年、照文社）
- 村越三千男（編・画）『内外植物原色大図鑑』全1巻（1940年、誠文堂新光社） - 1933-35年刊行版の縮小版。